# Specijalne mere tajnog prikupljanja podataka u Srbiji
Specijalne mere tajnog prikupljanja podataka u Republici Srbiji označavaju sve one načine prikupljanja podataka koji omogućavaju da se bez znanja osoba, grupa i/ili organizacija koji su predmet istrage prikupljaju podaci o njima. Specijalne mere tajnog prikupljanja podataka u stvari predstavljaju specijalna ovlašćenja bezbednosnih organa i organa krivičnog gonjenja kojima se izuzetno, na određeno vreme i bez znanja građana, a na osnovu odluke suda i pod uslovima propisanim zakonom, odstupa od pojedinih ustavom zajemčenih individualnih prava.
U pravnom sistemu Srbije koriste se različiti izrazi za specijalne mere, poput na primer – posebne dokazne radnje, mere ciljane potrage, posebne mere i postupci kojima se odstupa od nepovredivosti tajnosti pisama, a u stručnoj literaturi zastupljeni su i izrazi: posebne istražne metode, tehnike i sredstva, mere tajnog nadzora.
Postoje dve glavne svrhe radi kojih državni organi tajno prikupljaju podatke. Prva je zaštita nacionalne bezbednosti, odnosno predupređivanje rizika i pretnji po bezbednost građana, društva i državnih institucija, kao i najvažnijih ekonomskih i drugih vitalnih interesa društva i države. Druga svrha je procesuiranje raznovrsnih krivičnih dela (uglavnom težih) pred sudovima.

## Vrste specijalnih mera
Primenom specijalnih mera tajnog prikupljanja se odstupa od pojedinih Ustavom zajemčenih ljudskih prava. Postoje mere koje predstavljaju manji stepen zadiranja u ljudska prava, ali i one kojima se značajnije ograničavaju ljudska prava.

### Mere čijim se korišćenjem manje ili neznatno zadire u ljudska prava i slobode
Ovu grupu mera čine tradicionalne operativne mere, kao što su razgovori sa licima, infiltracija u grupe i organizacije, pribavljanje dokumentacije, uvid u javne evidencije i druge zbirke podataka javnih vlasti. Sa širenjem svih vidova komunikacija, došlo je i do porasta značaja javnih izvora prikupljanja podataka, pa bezbednosno-obaveštajne službe i policija prikupljaju i analiziraju podatke i iz medija, sa televizije i preko interneta. U ove mere spadaju i tajni pregled prostora, stvari i predmeta, tajna saradnja i tajno nadziranje i osmatranje.

### Mere čijom se upotrebom značajno ograničavaju ljudska prava
Ovim merama se zadire u neka osnovna građanska prava, a to su nepovredivost tajnosti pisama i drugih sredstava opštenja, kao i podaci o ličnosti. Ove mere su pobrojane u Zakoniku o krivičnom postupku kao posebne dokazne radnje, u koje spadaju: tajni nadzor komunikacije, tajno praćenje i snimanje, zaključivanje simulovanih poslova, računarsko pretraživanje podataka, korišćenje kontrolisane isporuke i prikrivenog islednika. Pojedine mere predviđene su i u matičnim zakonima službi bezbednosti.
Tajni nadzor komunikacije obuhvata nadzor komunikacije koja se obavlja telefonom ili drugim tehničkim sredstvima, nadzor elektronske i obične pošte i zaplenu pisama i drugih pošiljki, kao i pribavljanje listinga telefonskih razgovora. Osim presretanja komunikacije, odnosno prisluškivanja, nadzor se u nekim slučajevima svodi na pristup zadržanim podacima o elektronskoj komunikaciji – između koga se komunikacija vodila, kada i koliko dugo, sa koje lokacije i kog uređaja, ali bez uvida u njen sadržaj.
Tajno praćenje i snimanje primenjuje se radi otkrivanja kontakata ili komunikacije osumnjičenog na javnim mestima i mestima na kojima je pristup ograničen ili u prostorijama, osim u stanu; i utvrđivanja istovetnosti lica ili lociranja lica ili stvari. Tajno praćenje i snimanje uključuju korišćenje tehničkih sredstava za fotodokumentovanje i snimanje razgovora, odnosno komunikacije na javnim mestima i mestima kojima je pristup ograničen, kao i postavljanje tehničkih sredstava za snimanje u prevoznim sredstvima i prostorijama. Ova mera se razlikuje od tajnog nadziranja i osmatranja, koja se takođe sprovodi na javnim mestima, ali se time ne zadire u pravo na privatnost bilo kog lica.
Simulovani poslovi odnose se na simulovanu kupovinu, prodaju ili pružanje poslovnih usluga, kao i na simulovano davanje i primanje mita. Simulovanom radnjom ovlašćeno lice nadležnog organa koji sprovodi ovu meru, ostvaruje formalna obeležja krivičnog dela (npr. kupuje drogu), ali pošto nije reč o stvarnom, nego o simulovanom učestvovanju, isključuje se protivpravnost ovog dela.
Računarsko pretraživanje podataka obuhvata kompjutersko pretraživanje već obrađenih ličnih i drugih podataka sadržanih u evidencijama koje vode različiti organi i ustanove, te njihovo upoređivanje s podacima koji se već nalaze u bazama podataka nadležnog organa, a odnose se na vrstu krivičnog dela, karakteristike njegovog izvršenja ili na određena osumnjičena lica. To mogu biti podaci o prelasku granice, osiguranju života i imovine, prihodima, plaćenom porezu, kretanju novca na bankovnim računima, dozvolama za držanje oružja, obavljanju službe u posebnim vojnim i policijskim jedinicama, dobijenim dozvolama za upravljanje prevoznim sredstvima i slični podaci.
Kontrolisana isporuka je mera kojom se dozvoljava da, uz znanje i pod nadzorom nadležnih organa, nezakonite ili sumnjive pošiljke budu isporučene u okviru teritorije Republike Srbije, kao i da uđu, pređu ili izađu sa teritorije Republike Srbije. Ova specijalna mera je nezamenljiva kad je reč o otkrivanju ilegalnog transporta opojnih droga, ali je veoma pogodna i za otkrivanje krijumčarenja svih drugih roba. Pravi se razlika između nezakonite i sumnjive pošiljke. Nezakonita pošiljka sadrži stvari čiji je promet zabranjen (npr. drogu) ili se nalaze pod posebnim režimom (npr. oružje). Sumnjiva pošiljka je ona za koju postoje osnovi sumnje da se nezakonita isporuka skriva i prikazuje kao zakonita.
Angažovanje prikrivenog islednika je mera koja se primenjuje za otkrivanje i dokazivanje krivičnih dela organizovanog kriminala tako što se posebno obučeni službenik nadležnog organa, sa lažnim identitetom i ispravama, ubacuje u kriminalnu organizaciju radi otkrivanja njenih vođa, članova i kriminalne delatnosti kojom se organizacija bavi. Licu koje je u ulozi prikrivenog islednika mogu se izdati lične isprave sa izmenjenim podacima i mogu se izmeniti podaci o njemu u bazama podataka radi zaštite njegovog identiteta. On ne sme da podstrekava druga lica na izvršenje krivičnih dela (tj. naći se u ulozi tzv. agenta-provokatora).

## Akteri koji primenjuju specijalne mere
Nadležni organi koji primenjuju specijalne mere tajnog prikupljanja podataka jesu Bezbednosno-informativna agencija (BIA), Vojnobezbednosna agencija (VBA) i policija. Pojedine specijalne mere primenjuju i Vojnoobaveštajna agencija (VOA) i Uprava za sprečavanje pranja novca, koja deluje u sastavu Ministarstva finansija.
Primena specijalnih mera predviđena je u Zakoniku o krivičnom postupku, kao i matičnim zakonima nadležnih organa. U svrhu procesuiranja težih krivičnih dela specijalne mere primenjuju policija, BIA i VBA, s tim da je nadležnost VBA ograničena na pripadnike Vojske Srbije i zaposlene u Ministarstvu odbrane. Policija ih, takođe, primenjuje i kao mere ciljane potrage za licima koja su osumnjičena za teža krivična dela radi njihovog hapšenja i sprovođenja nadležnim organima, ali prikupljene podatke ne sme koristiti kao dokaze u krivičnom postupku. Nekoliko organizacionih celina srpske policije mogu tajno da istražuju: Uprava kriminalističke policije, Sektor unutrašnje kontrole policije i Odeljenje za poslove bezbednosti u Kabinetu ministra unutrašnjih poslova. U svrhu zaštite nacionalne bezbednosti specijalne mere primenjuju samo službe bezbednosti BIA i VBA.

### Postupak primene specijalnih mera
U krivičnom postupku primenu posebnih dokaznih radnji predlaže javni tužilac, a odobrava sudija za prethodni postupak. Njihova primena traje najviše 3 meseca, ali može jednom da se produži, s tim da za najteža krivična dela može ukupno da traje do 12 meseci.
Primenu mera ciljane potrage, kojima policija namerava da uhapsi osumnjičeno lice, predlaže direktor policije, a odobrava predsednik Vrhovnog kasacionog suda. U ovom slučaju, primena mere traje maksimalno 6 meseci, ali može jedanput da se produži na isti period.
Kada je reč o specijalnim merama koje službe bezbednosti primenjuju radi zaštite nacionalne bezbednosti, mere kojima se neznatno ograničavaju ljudska prava odobravaju direktori VBA i VOA, dok mere kojima se bitno zadire u privatnost odobravaju nadležni sudovi na predlog direktora službi.
Po odobrenju direktora BIA, ova služba primenjuje posebne mere poput tajnog pregleda prostora, stvari i predmeta, tajne saradnje i tajnog nadziranja i osmatranja. Sa druge strane, kada se radi o merama poput tajnog nadzora i snimanja komunikacije, računarskog pretraživanja podataka, kao i tajnog nadzora i snimanja mesta, prostorija i predmeta, neophodno je odobrenje Predsednika Višeg suda u Beogradu. Predlog za odobrenje podnosi direktor BIA. BIA primenjuje ove mere najduže 3 meseca, ali se primena može produžiti još tri puta na isti period, ukupno 12 meseci.
Slično važi i za VBA, gde o pojedinim postupcima i merama odlučuje isključivo direktor VBA, kao što su operativni prodor u organizacije, grupe i institucije, tajno pribavljanje i otkup dokumenata i predmeta, tajni uvid u evidencije podataka. Pristup zadržanim podacima o elektronskoj komunikaciji odobrava Viši sud u sedištu Apelacionog suda na čijoj teritoriji će mera biti primenjena, dok je za tajno snimanje razgovora, tajni nadzor sadržine pisama i tajni nadzor i snimanje unutrašnjosti objekata nadležan Vrhovni kasacioni sud. Predloge za odobrenje primene specijalnih mera podnosi direktor VBA, a primena traje najviše 6 meseci, uz mogućnost obnavljanja ovog perioda jedanput.

### Ostali akteri koji tajno prikupljaju podatke
Vojnoobaveštajna agencija (VOA) ima pravo da primenjuje posebne mere poput tajne saradnje sa fizičkim i pravnim licima radi prikupljanja podataka, tajno pribavljanje i otkup dokumenata i predmeta, operativni prodor u organizacije, institucije i grupe, preduzimanje mera na prikrivanju identiteta i svojine i slično. Sve te radnje obavlja po nalogu direktora VOA u cilju zaštite Ministarstva odbrane i Vojske Republike Srbije.
Uprava za sprečavanje pranja novca prati sumnjive transakcije i lica u vezi sa pranjem novca i finansiranjem terorizma. Uprava prati sumnjive transakcije ili lica prikupljajući podatke od obveznika, što je zakonski termin za aktere finansijskog i nefinansijskog sektora koji na različite načine obavljaju promet novca (banke, ovlašćeni menjači, preduzeća za reviziju itd.). Osim obveznika, i advokati su po zakonu dužni da primenjuju mere za sprečavanje i otkrivanje pranja novca i finansiranje terorizma, odnosno dužni su da obaveštavaju Upravu o sumnjivim licima i transakcijama. Obveznici i advokati ne smeju da upozore svoje klijente da Uprava prikuplja podatke o njima. Stoga, moguće je zaključiti da Uprava primenjuje posebne mere tajnog prikupljanja podataka, iako to nije izričito prepoznato zakonom.
Privatnim detektivima (fizičkim i pravnim licima koja obavljaju detektivsku delatnost) zakonom je izričito zabranjeno da primenjuju „operativne metode i sredstva, odnosno operativno-tehnička sredstva i metode koje nadležni organi vrše, odnosno primenjuju na osnovu posebnih propisa”. Postoje, međutim, sumnje da detektivi koriste ovakve metode (na primer, tajni nadzor nad komunikacijama, odnosno prisluškivanje) uprkos zakonskoj zabrani. Ministarstvo unutrašnjih poslova bi po zakonu trebalo da vrši inspekcijski nadzor rada detektiva, a za neovlašćenu primenu operativnih metoda i sredstava iz nadležnosti državnih organa predviđena je novčana kazna u iznosu od 100.000 do 1.000.000 dinara. S druge strane, detektivi mogu prikupljati i obrađivati podatke o licima ako je to u skladu sa propisima kojima se uređuje zaštita podataka o ličnosti.

## Kontrola i nadzor nad primenom specijalnih mera
Rad policije, VBA i BIA pod nadzorom je unutrašnjih i spoljnih nadzirača. Unutrašnji nadzirači su: Sektor unutrašnje kontrole policije, Unutrašnja kontrola VBA i Unutrašnja i budžetska kontrola BIA. Izričito ovlašćenje da nadzire zakonitost primene posebnih mera od strane VBA ima i Generalni inspektor vojnih službi bezbednosti u Ministarstvu odbrane. U spoljne nadzirače spadaju sudovi, Narodna skupština i nezavisni državni organi.

### Sudska kontrola
Sudska kontrola i nadzor odvija se u skladu sa dva pravna režima koja regulišu primenu posebnih mera – sa Zakonikom o krivičnom postupku (ZKP) ili sa matičnim zakonima službi bezbednosti (Zakon o BIA, Zakon o VBA i VOA) i policije. Sudska kontrola i nadzor mogu se vršiti u tri faze: pre primene mera (ex ante kontrola), u toku njihove primene i nakon okončanja njihove primene (post festum). Kontrola primene mera u skladu sa zakonima službi bezbednosti i Zakonom o policiji skoro je potpuno ograničena na prvu fazu (kontrola pre primene). Prethodna kontrola sprovodi se odobravanjem početka i produžetka primene specijalnih mera.
S druge strane, kontrola mera koje se sprovode u skladu sa ZKP jeste sveobuhvatnija, jer po pravilu obuhvata sve tri faze. Nakon što se završi primena posebne dokazne radnje, državni organ koji je bio određen da je sprovodi dostavlja sudiji izveštaj o primeni i prikupljeni materijal (snimke, dokumentaciju), koji prosleđuje taj izveštaj i javnom tužiocu. Po pravilu, izveštaji bi trebalo da sadrže podatke o vremenu primene posebne dokazne radnje, podatke o službenom licu koje ju je sprovelo, opis primenjenih tehničkih sredstava, podatke o obuhvaćenim licima i podatke o rezultatima primenjene radnje. U izveštaju o tajnom nadzoru komunikacije i tajnom praćenju i snimanju neophodno je dostaviti i ocenu o svrsishodnosti primene posebne dokazne radnje.

### Parlamentarni nadzor
Nadzor koji Narodna skupština vrši uvek je post festum, odnosno obavlja se naknadno. Skupština nadzire primenu posebnih mera prvenstveno posredstvom nadležnih odbora.
Odbor za kontrolu službi bezbednosti nadzire rad BIA, VOA i VBA. Direktori službi bezbednosti u obavezi su da Odboru podnose redovne izveštaje, i to najmanje jednom u toku redovnog zasedanja. Osim redovnih izveštaja, Odbor od direktora službi može zahtevati da podnesu i vanredni izveštaj. Vanredni izveštaji predstavljaju koristan instrument za rasvetljavanje pojedinih problema ili, eventualno, konkretnih afera u vezi sa primenom posebnih mera.
Odbor za odbranu i unutrašnje poslove nadzire rad Ministarstva unutrašnjih poslova, odnosno rad Direkcije policije. Ovaj Odbor nema eksplicitnu nadležnost da nadzire upotrebu posebnih mera tokom rada policije. Ima, međutim, nadležnost da razmatra sva pitanja iz oblasti unutrašnjih poslova, što svakako uključuje i primenu posebnih radnji. Ministarstvo unutrašnjih poslova podnosi redovne izveštaje o radu Ministarstva i o stanju bezbednosti. Odbor, takođe, može od ministra unutrašnjih poslova tražiti (vanredne) izveštaje o „pitanjima iz njegovog delokruga”.

### Nadzor koji vrše nezavisni državni organi
Nezavisni državni organi koji u okviru svojih nadležnosti nadziru primenu posebnih mera jesu Zaštitnik građana i Poverenik za informacije od javnog značaja i zaštitu podataka o ličnosti (Poverenik).
Zaštitnik građana kontroliše rad organa državne uprave radi zaštite i unapređenja ljudskih prava. Postupak kontrole pokreće po pritužbi građana ili na sopstvenu inicijativu. Tokom kontrole ima pravo da ostvari pristup prostorijama službi bezbednosti – i da dobije sve podatke značajne za kontrolu, koji uključuju i podatke označene najvišim stepenom tajnosti (državna tajna). S obzirom na svoja široka ovlašćenja, Zaštitnik građana je jedini kontrolni organ koji može da nadzire primenu mera koje su u toku.
Budući da se primenom posebnih mera prikupljaju podaci o ličnosti, ovaj aspekt rada institucija bezbednosti podleže nadzoru Poverenika. Poverenik može da pokrene nadzor na osnovu saznanja do kojih je došao po službenoj dužnosti, od podnosioca žalbe ili od trećeg lica. Nadzor vrše ovlašćena lica – inspektori. Poverenik ukazuje na uočene zloupotrebe prilikom prikupljanja ili obrade ličnih podataka, i propisuje novčane kazne za prekršaje.
Pored zajedničkog nadzora primene specijalnih mera tajnog nadzora komunikacije, Zaštitnik građana i Poverenik uspešno su pokretali i ocene ustavnosti pojedinih zakona u vezi sa primenom posebnih mera, a sa manje uspeha predlagali su mere za unapređenje ovog aspekta rada bezbednosnih organa. Takođe, Poverenik je značajno doprineo javnom nadzoru nad primenom specijalnih mera, tako što je, postupajući po žalbama na osnovu Zakona o slobodnom pristupu informacijama od javnog značaja, više puta omogućio dostupnost informacija o broju primenjenih mera na godišnjem nivou., a sa manje uspeha predlagali su mere za unapređenje ovog aspekta rada bezbednosnih organa

## Zaštita ljudskih prava
Zbog same prirode specijalnih mera za tajno prikupljanje podataka i načina na koji one zadiru u prava građana, njihova primena je ograničena kako domaćim, tako i međunarodnim propisima i standardima.
Ustav Republike Srbije propisuje da ljudska i manjinska prava zajemčena Ustavom mogu zakonom biti ograničena ako ograničenje dopušta Ustav, u svrhe radi kojih ga Ustav dopušta, u obimu neophodnom da se ustavna svrha ograničenja zadovolji u demokratskom društvu i bez zadiranja u suštinu zajemčenog prava. Ustav propisuje da je tajnost pisama i drugih sredstava komuniciranja nepovrediva, a odstupanja su dozvoljena samo na određeno vreme i na osnovu odluke suda ako su neophodna radi vođenja krivičnog postupka ili zaštite bezbednosti Republike Srbije. Tajnost pisama i drugih sredstava komuniciranja i zaštita ličnih podataka nisu apsolutna prava, jer Ustav dozvoljava odstupanja od njih, ali samo:
- na određeno vreme,
- na osnovu odluke suda,
- ako je to neophodno radi vođenja krivičnog postupka ili zaštite bezbednosti Republike Srbije i
- na način koji je uređen zakonom (a ne i aktom niže pravne snage).

Univerzalna deklaracija o pravima čoveka (1948) utvrđuje da se niko ne sme izložiti proizvoljnom mešanju u privatni život, porodicu, stan ili prepisku, niti napadima na čast i ugled, kao i da svako ima pravo na zaštitu zakona od ovakvog mešanja ili napada.
Međunarodni pakt o građanskim i političkim pravima (1966) utvrđuje da niko ne može biti predmet samovoljnih ili nezakonitih mešanja u njegov privatni život, u njegovu porodicu, u njegov stan ili njegovu prepisku, niti nezakonitih povreda nanesenih njegovoj časti ili njegovom ugledu.
Evropska konvencija o ljudskim pravima (1950) u članu 8. utvrđuje da svako ima pravo na poštovanje svog privatnog života, doma i prepiske. Javne vlasti neće se mešati u vršenje ovog prava, sem ako to nije u skladu sa zakonom i neophodno u demokratskom društvu u interesu zaštite nacionalne bezbednosti, javne bezbednosti ili ekonomske dobrobiti zemlje radi sprečavanja nereda ili kriminala, zaštite zdravlja ili morala, ili radi zaštite prava i sloboda drugih. Evropski sud za ljudska prava je, baveći se velikim brojem slučajeva povrede Člana 8 Evropske konvencije, izgradio određene pravne stavove koji se danas smatraju standardima o ovom pitanju. Reč je o sledećim standardima:
- slučajevi mešanja u pravo na privatnost moraju biti zakonom regulisani dovoljno jasno da bi bili predvidivi;
- takvi slučajevi treba da se urede restriktivno i da budu prevashodno vezani za teška krivična dela i pretnje po bezbednost;
- procedura za primenu mera propisuje se zakonom, a o primeni mera treba da odlučuje sud ili drugi organ na osnovu postojanja osnova sumnje;
- početak i trajanje mere određuju se u odluci suda ili drugog organa, koji i nadziru primenu mere;
- postupak za zaštitu građana treba da bude propisan zakonom i da obuhvati mogućnost sudske zaštite, a građanin obavešten o meri na svoj zahtev kada to bude moguće i
- zakon treba da predvidi sankcije za kršenje pravila o primeni takvih mera.[33]

Komitet ministara Saveta Evrope usvojio je nekoliko pravno neobavezujućih preporuka i smernica u vezi sa zaštitom ljudskih prava prilikom primene specijalnih mera, sa posebnim fokusom na borbu protiv terorizma. U pogledu obrade ličnih podataka koju obavljaju nadležna tela za državnu bezbednost zahteva se da mešanja u pravo privatnosti budu dopuštena samo
- ako su takvi postupci u skladu sa zakonom,
- ako su primereni cilju zbog kojeg se preduzimaju i
- ako ih može proveriti spoljašnje nezavisno ovlašćeno telo.

Za druge mere kojima se narušava pravo na privatnost (pretres lica i stana, prisluškivanje, uvid u prepisku i korišćenje tajnih agenata) traži se da budu propisane zakonom i nadzirane, kao i da postoji mogućnost ispitivanja zakonitosti mera pred sudom.

## Literatura
- Milosavljević, Bogoljub. Pravni okvir i praksa primene posebnih postupaka i mera za tajno prikupljanje podataka u Republici Srbiji. Архивирано на веб-сајту  (9. јул 2019) Beograd, Beogradski centar za bezbednosnu politiku, 2015.
- Ignjatović, Dušan. Mere presretanja komunikacije i zadržavanja podataka iz perspektive Strazbura i propisa i prakse u Republici Srbiji. Архивирано на веб-сајту  (9. јул 2019) Beograd, Beogradski centar za bezbednosnu politiku, 2015.
- Goran Ilić, Marina Matić Bošković. Posebne mere tajnog prikupljanja podataka u krivičnom postupku: pogled iz pravosuđa. Архивирано на веб-сајту  (9. јул 2019) Beograd, Beogradski centar za bezbednosnu politiku, 2015.
- Đokić, Katarina. Parlamentarni nadzor nad primenom posebnih mera za tajno prikupljanje podataka u Srbiji. Архивирано на веб-сајту  (9. јул 2019) Beograd, Beogradski centar za bezbednosnu politiku, 2014.
- P. Petrović, S. Đorđević, K. Đokić, J. Pejić. Posebne mere tajnog prikupljanja podataka: vodič za nadzor. Архивирано на веб-сајту  (9. јул 2019) Beograd, Beogradski centar za bezbednosnu politiku, 2015.
- Udruženje tužilaca Srbije. Tužilačka reč br. 28 Архивирано на веб-сајту  (14. август 2019), jul 2015. Tema broja: Posebne dokazne radnje i kontrola njihove upotrebe.

## Spoljašnje veze
- Zvaničan sajt Beogradskog centra za bezbednosnu politiku Архивирано на веб-сајту  (4. јануар 2018) (na jeziku: srpski) (na jeziku: engleski)
- Zvaničan sajt Poverenika za informacije od javnog značaja i zaštitu podataka o ličnosti (na jeziku: srpski) (na jeziku: engleski)